# رود آلما (نیوزیلند)
رود آلما (به انگلیسی: Alma River) رودی است که در مالبورو نیوزیلند قرار دارد و به رود سورون می‌ریزد.